# Rusko-švedski rat (1788. – 1790.)
Rusko-švedski rat vodio se od srpnja 1788. – 14. kolovoza 1790., a započeo je iz želje Švedskog Carstva da se osveti za poraz u ratovima s Ruskim Carstvom u 18. stoljeću te vrati izgubljena područja u Finskoj.

## Tijek rata
Švedski kralj Gustav III. bez suglasnosti Riksdaga započeo je vojnu akciju, a 38.000 vojnika švedske vojske pod Kraljevim zapovjedništvom krenulo je u Fridrihsgam, Villmanstrand i Nyslott, a švedska flota kojom je zapovijedao kraljev brat, vojvoda Karlo Sodermanland, dobila je naredbu da napadne rusku flotu u Kronstadtu.
Dana 21. lipnja 1788. švedska vojska pod zapovjedništvom kralja Gustava III. napala je Finsku pod Ruskim Carstvom, čime je rat započeo. Švedske postrojbe su opsjele tvrđavu Nyslott, koju je branilo 19.000 ruskih vojnika pod zapovjedništvom generala Vladimira Musin-Puškina. Unatoč brojčanoj nadmoći, Šveđani nisu uspjeli svladati Nyslott te su u kolovozu 1788. prisiljeni na povlačenje. Kasnije su bitke vođene uglavnom na moru. Dana 6. srpnja 1788. ruske eskadrile admirala Samuela Greiga u Bitci kod Hoglanda prisilile su švedsku flotu da napusti ofenzivu i povuče se u Sveaborg. U švedskoj vojsci je utemeljena takozvana Anyal konfederacija časnika, porijeklom iz Finske, koja je u ime finskog plemstva i viteštva prosvjedovala protiv nezakonitog vođenja rata kralja Gustava III. Krajem 1788. švedska se vojska povukla iz Fredrikshamna i Nyslotta.
U srpnju 1789. ruska flota pod vodstvom admirala Vasilija Chichagova kao rezultat Bitke kod Olanda prisilila je švedsku flotu da ode u Karlskronu. U kolovozu 1789. ruska flota galija predvođena admiralom Karlom Nassau-Siegenom porazila je flotu švedskih galija pod zapovjedništvom Rochensalma. Gotovo godinu dana kasnije Šveđani su se uspjeli osvetiti u Drugoj Rochensalmskoj bitci. U svibnju 1790. ruska eskadra odbila je napad švedske flote na Revel i Krasnaju Gorku te se povukla u Vyborg, odakle je jedva uspjela pobjeći u lipnju. Neuspješan ishod rata za Šveđane i njegova nepopularnost u Švedskoj prisilili su Gustava III. da u kolovozu 1790. sklopi mirovni sporazum u Varali, kojim su potvrđene odredbe sporazuma iz Nishtadta i Abooa. Švedska je morala raskinuti savez s Osmanskim Cartsvom.